# 666 (álbum)
666 (pronunciado como "Roku Roku Roku") é o segundo álbum de estúdio do cantor e músico japonês Hyde, lançado em 3 de dezembro de 2003. Foi lançado na Europa pela Gan-Shin Records em 5 de setembro de 2005. A edição limitada inclui um DVD com os videoclipes dos singles "Hello" e "Horizon".

## Recepção
Alcançou a segunda posição na Oricon Albums Chart e permaneceu na parada por onze semanas. No mês de lançamento foi certificado disco de ouro pela RIAJ por vender mais de 100 mil cópias.

## Faixas
| N.º            | Título                 | Duração |  |
| 1.             | "Sweet Vanilla"        | 4:00    |  |
| 2.             | "Hello" (Album Mix)    | 4:57    |  |
| 3.             | "Words of Love"        | 4:32    |  |
| 4.             | "Horizon"              | 4:44    |  |
| 5.             | "Prayer"               | 5:12    |  |
| 6.             | "Masquerade"           | 4:13    |  |
| 7.             | "Midnight Celebration" | 3:33    |  |
| 8.             | "Shining Over You"     | 6:04    |  |
| 9.             | "Fruits of Chaos"      | 5:11    |  |
| 10.            | "Hideaway"             | 3:11    |  |
| Duração total: | Duração total:         | 45:41   |  |

| Faixas bônus da edição limitada (DVD) |           |         |  |
| N.º                                   | Título    | Duração |  |
| 1.                                    | "Hello"   |         |  |
| 2.                                    | "Horizon" |         |  |